# Les bonhomies
Les bonhomies és un recull de quaranta-un articles periodístics de Josep Carner, provinents dels que va escriure des de Gènova el 1923 i va anar publicant a La Veu de Catalunya. El llibre va ser publicat per primera vegada l'any 1925.
Els textos que conté reflexionen críticament sobre la vida quotidiana de Barcelona, especialment a Sarrià - Sant Gervasi, i destaquen valors morals com l'acceptació de la realitat, el reconeixement de les pròpies limitacions i l'equilibri entre risc i responsabilitat cívica. A través d'una prosa breu i lírica, amb humor i to col·loquial, Carner crea la figura del «bon home» com a ideal de vida feliç, emmarcant-se en la tradició de l’assaig familiar i la prosa noucentista.